# Rujsz Edit
Rujsz Edit (Tapolca, 1965. augusztus 21.– ) címzetes magántáncosnő, balettmester, koreográfus. 2013 szeptemberétől a Magyar Állami Operaház választott nagykövete.

## Élete
Tanulmányait a Magyar Táncművészeti Főiskolán kezdte 1984-ben, majd a Kölni Modern Tánckurzus elvégzése után a New York-i Alvin Ailey Együttesben táncolt. Az ÁBI elvégzését követően az Operaház tagja lett 1984-ben. Tizennyolc éves kora óta számos koreográfus asszisztense volt az Operaházban készülő produkciókban, amelyek a színháznak ősbemutatói voltak. Magyar Táncművészeti Főiskola tanára három éven keresztül. A Színművészeti Egyetem fizikai koreográfus – rendezői szak balett mestere a Lukács Andor – Horvát Csaba osztályánál. 
1995 óta a színház címzetes magántáncosa. Több egyfelvonásos balettben táncolt, Európában és a Távol-Keleten is fellépett, koreográfus-asszisztensként pedig 1989-ben a Derby, 2000-ben pedig Az ember tragédiája című darabokat jegyezte. 1989-ben miniszteri dicséretben részesült. 1984-ben Keresztes Mária-díjat, 1985-ben Miniszteri-díjat, 2012-ben pedig a Harangozó-díjat vehette át.

## Tanulmányok
- Magyar Táncművészeti Főiskola (1984)
- Kölni Modern Tánckurzus
- Alvin Ailey Együttes (New York)
- Magyar Táncművészeti Főiskola (Egyetemi diploma, Mater szak, 2010)

## Szerepei
- Dohnányi-Seregi: Változatok egy gyerekdarabra / szóló
- Goldmark-Seregi: A makrancos Kata / Bianca
- Mendelsshon-Seregi: Szentivánéji álom / Hermina
- Bach-Culberg: Mamma Mária / Mária Magdolna
- Adam-Lavrovszkij: Giselle / Paraszt pas de deux
- Bartók-Fodor: A fából faragott királyfi / Királylány
- Bach-Presser-Fodor: A próba / üldözött
- Orff-Fodor: Carmina Burana / szóló

Szólót táncolt Hammadi, Juronics, Fodor, Balanchine, Harangozó Forsythe és Kylián egyfelvonásos balettjeiben

### Vendégszereplések
- Európa számos nagyvárosa, Távol-Kelet, Kanada,
- Egyesült Királyság, Izrael, Mexikó, Hollandia, Németország

## Díjai, elismerései
- 1984. Keresztes Mária-díj
- 1989. Miniszteri dicséret
- 2010. 25 éves Jubileumi Emlékgyűrű
- 2011. Harangozó Gyula-díj
- 2021. Magyar Érdemrend lovagkeresztje (polgári tagozat)

## Egyéb szakmai jellegű munkák

### Koreográfusi asszisztensi munkák
- 1989. Vulkán-László: Derby (A lovakat lelövik c. film nyomán)
- 2000. Kocsák-Barbay: Az ember tragédiája
  - Chess (musical, Rock Színház)
- 2003. Erkel: Hunyadi László, Magyar Magic Summer (Dorset Opera, Sherbourne, UCL Bloomsbury Theatre)
- 2005. Bartók-Román: A fából faragott királyfi
- 2008. Harangozó Gyula: Hófehérke és a hét törpe (asszisztens, balettmester)
- Fodor Zoltán I felvonásos
- Jurányi Patric: Modern pas de deus
- Juronics Tamás: Érintések
- 2010. Weill-Pastor: Wie lange noch? (próbavezető balettmester)
- 2011. Vígszínház:Rómeó és Júlia (Eszenyi Enikő rendező munkatársa)
- Túl a Maszat-hegyen (Néder Panni rendező munkatársa, koreográfus)
- 2011. Pestiszinhaz/Mikve rendező Michael Docheka munkatársa
- 2012. Rómeó és Júlia (Barta Dóra, Nemzeti Táncszínház)
  - Bestia (Kun Attila, Trafó)
- 2012. Brecht:Jóembert keresünk / Vígszinház Michael Docheka rendező munkatársa
- 2012. Középeurópa Táncszínház: Bartókodály est/Barta D., Kun A. Koreográfus asszisztens
- 2012. H.Levin:Átutazók/Vígszinház Eszenyi Enikő rendező munkatársa, koreográfus
- 2012. Korcsolya junior válogatott balett mestere
- 2013. Színházak éjszakája: A Csárdáskirálynő / Vígszínház
- 2013. Popfesztivál40 (rendező: Eszenyi Enikő) / Vígszínház
- 2013. Világszép nádszálkisasszony (Rendező: Funtek Frigyes) / Csiky Gergely Színház, Kaposvár

### 2005-2011 közötti darabok balettmestere
- Diótörő
- Hattyúk tava
- Hófehérke
- Modern est
- Örvényben
- Ballanchine: Pas de deus
- Magyar koreográfus est

### Külföldi betanítások
- 2008. Észtország, Tallinn Hófehérke
- 2013. Oroszország, Rostov Hófehérke

### Filmszerepek
- Tizenhat város tizenhat leánya (Katkics Ilona), 1983
- Wagner élete /Nathaly Wagner lánya (Thony Palmer), 1983
- Hat hét, hat tánc (Arthur Allan Seidelman), 2013